# Paraloeil
Paralœil est un centre de production et de diffusion cinématographique basé à Rimouski, dans la région du Bas-Saint-Laurent, au Québec. Démarré par Françoise Dugré et Alain Dion en 1999, et fondé officiellement en 2000, cet organisme sans but lucratif a comme mission de soutenir la production cinématographique et audiovisuelle indépendante de l'Est-du-Québec, et de faire rayonner le cinéma indépendant, en particulier les œuvres québécoises et canadiennes, auprès de sa communauté,.
Depuis son origine, le mandat de Paralœil se décline en 5 axes :  
- Initier au cinéma en offrant des formations et en s'impliquant dans les milieux communautaires et scolaires
- Réaliser des films et des projets de création en donnant notamment accès à des équipements et à du soutien technique
- Présenter des documentaires, des films d’essai et des fictions d’ici et d’ailleurs, en provoquant des rencontres avec des cinéastes
- Distribuer des œuvres cinématographiques indépendantes sur les marchés nationaux et internationaux, en privilégiant les productions régionales ;
- Préserver la mémoire collective de l'Est-du-Québec à travers la valorisation de son patrimoine audiovisuelle.

L'organisme est reconnu comme un pôle cinématographique unique et important pour le cinéma régional québécois,. Il a construit sa réputation notamment grâce à son cinéma de quartier indépendant, situé dans la Coopérative de solidarité Paradis, qui mise sur le cinéma québécois et le documentaire, les discussions avec les cinéastes et invités, et les partenariats avec la communauté locale. Le Cinéma Paralœil organise désormais plus de 80 projections par année, attirant des milliers de spectateurs, ainsi que des cinéastes du national comme de l'international. Certaines projections extérieures sont organisées dans les communautés du Bas-Saint-Laurent.